# هندو إيرانيون
كانت الشعوب الهندو إيرانية، ويُطلَق عليهم أحيانًا اسم آريا، أو الآريين مجموعة إثنية اللغة، وهي التي جاءت باللغة الهندو إيرانية (وهي فرع رئيسي من عائلة اللغات الهندو أوروبية) إلى أجزاء رئيسية من أوراسيا.

## التسمية
استُخدم مصطلح الآريين عبر التاريخ للدلالة على الهندو إيرانيين، لأن آريا هي التسمية التي أطلقها المتحدثون القدامى باللغات الهندو أوروبية على أنفسهم، وبالتحديد الشعوب الإيرانية، والهندو إيرانية، والذين يعرفون ككل باسم الهندو إيرانيين، يستخدم بعض العلماء اليوم مصطلح الهندو إيرانيين للدلالة على هذه المجموعة، في حين يُستخدم مصطلح الآريين للدلالة عليهم من باحثين آخرين مثل جوزيف ويزهوفر، وويل ديورانت، وياكو هاكينين، ويستخدم عالم الوراثة البشرية لويجي لوكا كافاليسفورزا في كتابه «تاريخ وجغرافيا الجينات البشرية» لعام 1994 مصطلح آريين لوصف الهندو إيرانيين. 

## الأصل
يُعرَف الهندو إيرانيون الأوائل، وأحفاد البروتو هندو أوروبيين بحضارة سينتاتشا، وحضارة الأندرونوفو التي تلتها، وموطنهم أحد مناطق السهول الأوراسية التي يحدّها نهر الأورال من الغرب، وتيان شان من الشرق (حيث سيطر الهندو إيرانيون على المنطقة التي كانت تحتلها سابقًا ثقافة أفاناسيفو)، وترانسوكسيانا وهندو كوش من الجنوب.
وبسبب استخدام المركبة الحربية القديمة من الهندو آريين في ميتاني والهند الفيدية، وعدم وجود دلائل على وجودها في الشرق الأدنى وهارابان الهند، ووجودها في موقع أندرونوفو في سينتشتيا في القرن التاسع عشر قبل الميلاد، ناقش كوزمينا (في عام 1994) أن المركبة الحربية القديمة تؤكد هوية الأندرونوفو بأنهم من أصل هندو إيراني.
يقدّر المؤرخون اللغويون على نطاق واسع أن اللغات الهندو إيرانية بدأت تتشعّب في حلول عام 2000 قبل الميلاد، إن لم يكن في وقت سابق لذلك، قبل كل من الثقافتين الفيدية والإيرانية.
الأشكال المبكرة المُسجّلة من هذه اللغات هي الفيدية السنسكريتية، والغاثية الأفستية متشابهة بشكل ملحوظ، ومنحدرة من اللغة البروتية الهندية المشتركة، ومن غير الواضح تمامًا أصلها، أو العلاقة بين اللغات النورستانية وتلك الخاصة بالجماعات الإيرانية والهندو آرية.  

## الانتشار
اقترح بورو وباربولا نموذجان لموجات التوسع الهندو إيراني (في عام 1999).
يرتبط ظهور الهندو إيرانيين وتوسعهم بشكل قوي بالاختراع البروتو هندو أوروبي للمركبة الحربية القديمة، ويُفتَرَض أن هذا التوسع انتشر من موطن البروتو هندو أوروبيين في شمال بحر قزوين إلى الجنوب باتجاه القوقاز، وآسيا الوسطى، والهضبة الإيرانية، وشمال الهند، وإن انتشارهم إلى بلاد ما بين النهرين، وسوريا أدخل ثقافة استخدام الحصان والمركبة الحربية إلى هذه المنطقة، إذ تذكر النصوص السومرية من مدينة جيسرا (2350-2555 قبل الميلاد) المركبة الحربية (غيغير)، وتذكر نصوص مدينة أور (مدينة قديمة واقعة على نهر الفرات من 2150 إلى 2000 قبل الميلاد) استخدامهم للحصان (أنش زي زي).

### الموجة الأولى: الهندو آرية

#### ميتانيو الأناضول
كان الميتانيون، وهم شعوب معروفون في شرق الأناضول منذ حوالي 1500 عام قبل الميلاد، ذوي أصول مختلطة، وكانت الأغلبية الناطقة باللغة الحورية مُسيطر عليها من نخبة من الهندو آريين غير الأناضوليين، وتوجد أدلّة على التأثّر اللغوي، مثل:
- كتب رجل ميتاني يدعى كيكولي كتيّب تدريب الخيول، واستخدمه الحثيّون، وشعب الأناضول الهندو أوروبي.
- أسماء الحُكّام الميتانيين.
- أسماء الآلهة التي يحجّ لها هؤلاء الحكّام.

فمثلًا يتضمن نص كيكولي كلمات مثل أيكا (وتعني واحد)، وتيرا (وتعني ثلاثة)، وبينزا (وتعني خمسة)، وتدل هذه الكلمات على وجود ارتباط بين الدولة الميتانية الكبرى، واللغة الهندو آرية بدلًا من الإيرانية، فالكلمة الإيرانية القديمة للواحد هي إيفا، وليست أيكا.

### الموجة الثانية: الإيرانيون
تُفسّر الموجة الثانية بأنها الموجة الإيرانية، إذ يُعتقد أن الإيرانيين الأوائل الذين وصلوا إلى البحر الأسود هم السيميريون في القرن الثامن قبل الميلاد، على الرغم أن انتماءهم اللغوي غير مؤكد، ثم تبعهم السكيثيون، الذين يعتبرون فرعًا غربيًا لساكاس في آسيا الوسطى.
بدأ ظهور الميديانيين، والفرس، والبارثيين على الهضبة الإيرانية منذ عام 800 قبل الميلاد، وجاء الأخمينيون بعد العيلامينيين في 559 قبل الميلاد، وبدأت خلال الألفية الأولى الميلادية الجماعات الإيرانية بالاستقرار على الحافة الشرقية للهضبة الإيرانية على الحدود الجبلية في شمال غرب، وغرب باكستان، ما أدى إلى تهجير الهندو آريين الأوائل من المنطقة.
هُمّشت اللغات الإيرانية من اللغات التركية في آسيا الوسطى، بعد التوسع التركي في أوائل القرون الميلادية، واللغات الإيرانية الرئيسة الموجودة الآن هي الفارسية، والباشتو، والكردية، والبلوشية، بالإضافة إلى العديد من اللغات الأخرى الأقل انتشارًا.

## علم الآثار
تشمل الحضارات الأثرية المرتبطة بالتوسع الهندو إيراني ما يلي:
- أوروبا:
  - حضارة بولتافكا (2700-2100 قبل الميلاد).
- آسيا الوسطى:
  - حضارة أندرونوفو (2200-1000 قبل الميلاد):
    - سينتشتا وبتروفكا وأركيم (2200-1600 قبل الميلاد).
    - ألاكول (2100-1400 قبل الميلاد).
    - فيدوروفو (1400-1200 قبل الميلاد).
    - أليكسييفكا (1200-1000 قبل الميلاد).

  - مجمع باختريا مارجيانا الأثري (2200-1700 قبل الميلاد).
  - حضارة سربنا (2000-1100 قبل الميلاد).
  - حضارة أباشيفو 1700-1500) قبل الميلاد).
  - حضارة ياز (1500-1100 قبل الميلاد).
- شبه القارة الهندية
  - حضارة كاميتري إتش (1900-1300 قبل الميلاد).
  - حضارة سوات (1600–500 قبل الميلاد).
  - حضارة وير غراي بينتيد (1100-350 قبل الميلاد).

## اللغة

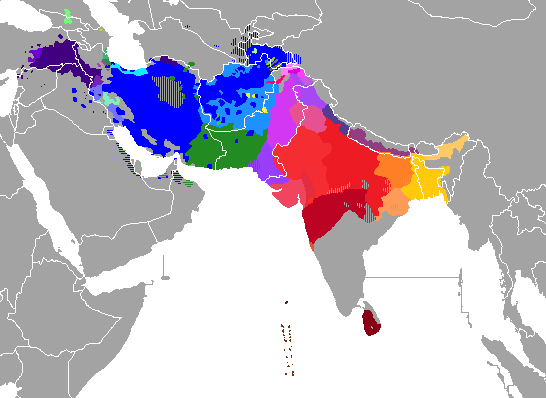
اللغات الهندو إيرانية

كانت اللغة الهندو أوروبية التي يتكلم بها الهندو إيرانيين في أواخر الألفية الثالثة قبل الميلاد لغة ساتيم، والتي لم تكن بعيدة بَعد عن اللغة البروتو هندو أوروبية، ولم تنتهي تمامًا إلا بعد عدة قرون من السنسكريتية الفيدية.
التغير الصوتي الرئيسي الذي فرّق بين البروتو هندو إيرانيين عن البروتو هندو أوروبيين هو اختصار أحرف العلة المتحركة e و o و a إلى حرف علة واحد هو a عند البروتو هندو إيرانيين (قانون بروجمان).
من بين التغيرات الصوتية من البرتو هندو إيرانية إلى الهندو آرية اختفاء الحرف ذو الصوت الصفيري z، ومن بين التغيرات إلى الإيرانية عدم نطق حرف الهاء.

## الدين
إن الديانة البروتو هندو إيرانية هي فرع قديم من الديانات الهندو أوروبية، فبالرغم من إدخال الكتب المقدسة الهندووسية، والزرادشتية في وقت لاحق، تشارك الهندو إيرانيون بميراث مشترك من المفاهيم، منها وجود القوة العظمى هرتا (بالسنسكريتية رتا، وبالفارسية القديمة آشا)، والنبات والشراب المقدس، وآلهة النظام الاجتماعي مثل ميترا، وباغا.

### تطورها
تطورت المعتقدات بطرق مختلفة بعد انفصال الحضارات وتطورها، فمثلًا تُعتبر الأساطير الكونية للشعوب التي بقيت في سهول آسيا الوسطى، والهضبة الإيرانية مختلفة بشكل كبير عن تلك الموجودة عند الهنود، والتي تركز أكثر على مجموعة معينة من الآلهة (دايفا، وآشورا)، وكان الهنود أقل تحفظًا من الإيرانيين في تعاملهم مع الآلهة، وفي حلول زمن الزرادشتية خضعت الثقافة الإيرانية لاضطرابات عصر الأبطال الإيراني (الذي كان خلال العصر البرونزي الإيراني المتأخر 800 إلى 1800 قبل الميلاد)، ولم يخضع الهنود لهذا التأثير.

## الوراثيات
تُعتبر المجموعة الوراثية الفرعية R1a1a بأنها الأكثر ارتباطًا بالأشخاص الناطقين باللغة الهندو أوروبية، وتشير البيانات التي جُمعت حتى الآن أن وجود منطقتين منفصلتين تحويان تكرارًا كبيرًا لهذه المجموعة الوراثية، أحدهما في شبه القارة الهندية الشمالية، والأخرى في أوروبا الشرقية بالقرب من بولندا وأوكرانيا، وتُعتبر الأسباب التاريخية وما قبل التاريخية لهذا الانتشار موضع نقاش مستمر بين علماء الوراثة السكانية، وعلماء الأنساب الوراثية، بالإضافة لأهميتها عند الباحثين اللغويين، وعلماء الآثار أيضًا.
أثبتت دراسة أجريت عام 2004 أنه خلال فترة العصر البرونزي أو العصر الحديدي كان غالبية سكان كازاخستان (التي كانت جزءًا من حضارة أندرونوفو خلال العصر البرونزي) من أصل غرب أوراسيوي، وأن جميع العينات الكازخستانية كانت تنتمي إلى سلالات أوروبية قبل القرن الثالث عشر إلى السابع عشر قبل الميلاد.